# Coppa delle Coppe 1985-1986
La Coppa delle Coppe 1985-1986 è stata la 26ª edizione della competizione calcistica europea Coppa delle Coppe UEFA. Fu vinta dalla Dinamo Kiev, che si aggiudicò il trofeo per la seconda volta nella sua storia, a spese dell'Atlético Madrid.
Oltre alla squalifica degli inglesi, non ci furono neanche i bulgari dopo gli scontri nella finale della loro coppa nazionale.
In questa edizione vi è stata una delle rimonte più sorprendenti, e controverse, della storia delle coppe europee: la vittoria nei quarti di finale dei tedeschi ovest del Bayer Uerdingen su quelli est della Dinamo Dresda. Soprattutto su come una squadra, che ha vinto 2-0 l'andata e che si trovi sul 3-1 a favore in trasferta nell'intervallo, venga eliminata.

## Incontri

### Sedicesimi di finale
Benfica qualificato al turno successivo per sorteggio 
| Squadra 1       | Totale    | Squadra 2             | Andata | Ritorno |
| --------------- | --------- | --------------------- | ------ | ------- |
| Rapid Vienna    | 6 - 1     | Tatabanyai Banyasz    | 5 - 0  | 1 - 1   |
| Fram            | 3 - 2     | Glentoran             | 3 - 1  | 0 - 1   |
| Monaco          | 2 - 3     | Universitatea Craiova | 2 - 0  | 0 - 3   |
| Utrecht         | 3 - 5     | Dinamo Kiev           | 2 - 1  | 1 - 4   |
| AEL Limassol    | 2 - 6     | Dukla Praga           | 2 - 2  | 0 - 4   |
| AIK             | 13 - 0    | Red Boys Differdange  | 8 - 0  | 5 - 0   |
| Larissa         | 1 - 2     | Sampdoria             | 1 - 1  | 0 - 1   |
| Lyngby          | 4 - 2     | Galway United         | 1 - 0  | 3 - 2   |
| Stella Rossa    | 4 - 2     | Aarau                 | 2 - 0  | 2 - 2   |
| Fredrikstad     | 1 - 1 gfc | Bangor City           | 1 - 1  | 0 - 0   |
| Atlético Madrid | 3 - 2     | Celtic                | 1 - 1  | 2 - 1   |
| HJK Helsinki    | 5 - 3     | Flamurtari            | 3 - 2  | 2 - 1   |
| Cercle Brugge   | 4 - 4 gfc | Dinamo Dresda         | 3 - 2  | 1 - 2   |
| Żurrieq         | 0 - 12    | Bayer Uerdingen       | 0 - 3  | 0 - 9   |
| Galatasaray     | 2 - 2 gfc | Widzew Lodz           | 1 - 0  | 1 - 2   |

### Ottavi di finale
| Squadra 1             | Totale | Squadra 2       | Andata | Ritorno |
| --------------------- | ------ | --------------- | ------ | ------- |
| Rapid Vienna          | 4 - 2  | Fram            | 3 - 0  | 1 - 2   |
| Universitatea Craiova | 2 - 5  | Dinamo Kiev     | 2 - 2  | 0 - 3   |
| Dukla Praga           | 3 - 2  | AIK             | 1 - 0  | 2 - 2   |
| Benfica               | 2 - 1  | Sampdoria       | 2 - 0  | 0 - 1   |
| Lyngby                | 3 - 5  | Stella Rossa    | 2 - 2  | 1 - 3   |
| Bangor City           | 0 - 3  | Atlético Madrid | 0 - 2  | 0 - 1   |
| HJK Helsinki          | 3 - 7  | Dinamo Dresda   | 1 - 0  | 2 - 7   |
| Bayer Uerdingen       | 3 - 1  | Galatasaray     | 2 - 0  | 1 - 1   |

### Quarti di finale
| Squadra 1     | Totale    | Squadra 2       | Andata | Ritorno |
| ------------- | --------- | --------------- | ------ | ------- |
| Rapid Vienna  | 2 - 9     | Dinamo Kiev     | 1 - 4  | 1 - 5   |
| Dukla Praga   | 2 - 2 gfc | Benfica         | 1 - 0  | 1 - 2   |
| Dinamo Dresda | 5 - 7     | Bayer Uerdingen | 2 - 0  | 3 - 7   |
| Stella Rossa  | 1 - 3     | Atlético Madrid | 0 - 2  | 1 - 1   |

### Semifinali
| Squadra 1       | Totale | Squadra 2       | Andata | Ritorno |
| --------------- | ------ | --------------- | ------ | ------- |
| Atlético Madrid | 4 - 2  | Bayer Uerdingen | 1 - 0  | 3 - 2   |
| Dinamo Kiev     | 4 - 1  | Dukla Praga     | 3 - 0  | 1 - 1   |

### Finale
| Arbitro: | Franz Wöhrer |

|                                       |           |  |
| Zavarov 5’ Blochin 85’ Jevtušenko 88’ | Marcatori |  |

| Dinamo Kiev | Atlético Madrid |

| Dinamo Kiev          |    |                         |  |     |
|                      |    |                         |  |     |
| POR                  | 1  | Viktor Čanov            |  |     |
| DIF                  | 2  | Volodymyr Bezsonov      |  |     |
| DIF                  | 3  | Sergej Baltača          |  | 38’ |
| DIF                  | 4  | Oleh Kuznjecov          |  |     |
| CEN                  | 5  | Vasyl' Rac              |  |     |
| CEN                  | 6  | Pavlo Jakovenko         |  |     |
| CEN                  | 7  | Ivan Jaremčuk           |  |     |
| DIF                  | 8  | Anatolij Demjanenko (C) |  |     |
| CEN                  | 9  | Oleksandr Zavarov       |  | 70’ |
| ATT                  | 10 | Ihor Bjelanov           |  |     |
| ATT                  | 11 | Oleh Blochin            |  |     |
| Sostituzioni:        |    |                         |  |     |
| DIF                  | 15 | Andrij Bal'             |  | 38’ |
| ATT                  | 14 | Vadym Jevtušenko        |  | 70’ |
| Allenatore:          |    |                         |  |     |
| Valerij Lobanovs'kyj |    |                         |  |     |

| Atlético Madrid |    |                          |             |     |
|                 |    |                          |             |     |
| POR             | 1  | Ubaldo Fillol            |             |     |
| DIF             | 2  | Tomás Reñones (C)        | Ammonizione |     |
| CEN             | 3  | Clemente                 |             |     |
| DIF             | 4  | Juan Carlos Arteche      |             |     |
| DIF             | 5  | Miguel Ángel Ruiz García |             |     |
| CEN             | 6  | Julio Prieto             |             |     |
| ATT             | 7  | Mario Cabrera            |             |     |
| CEN             | 8  | Quique Ramos             |             |     |
| ATT             | 9  | Jorge da Silva           |             |     |
| ATT             | 10 | Jesús Landáburu          |             | 61’ |
| CEN             | 11 | Roberto Marina           |             |     |
| Sostituzioni:   |    |                          |             |     |
| CEN             | 13 | Quique Setién            |             | 61’ |
| Allenatore:     |    |                          |             |     |
| Luis Aragonés   |    |                          |             |     |